# Ками

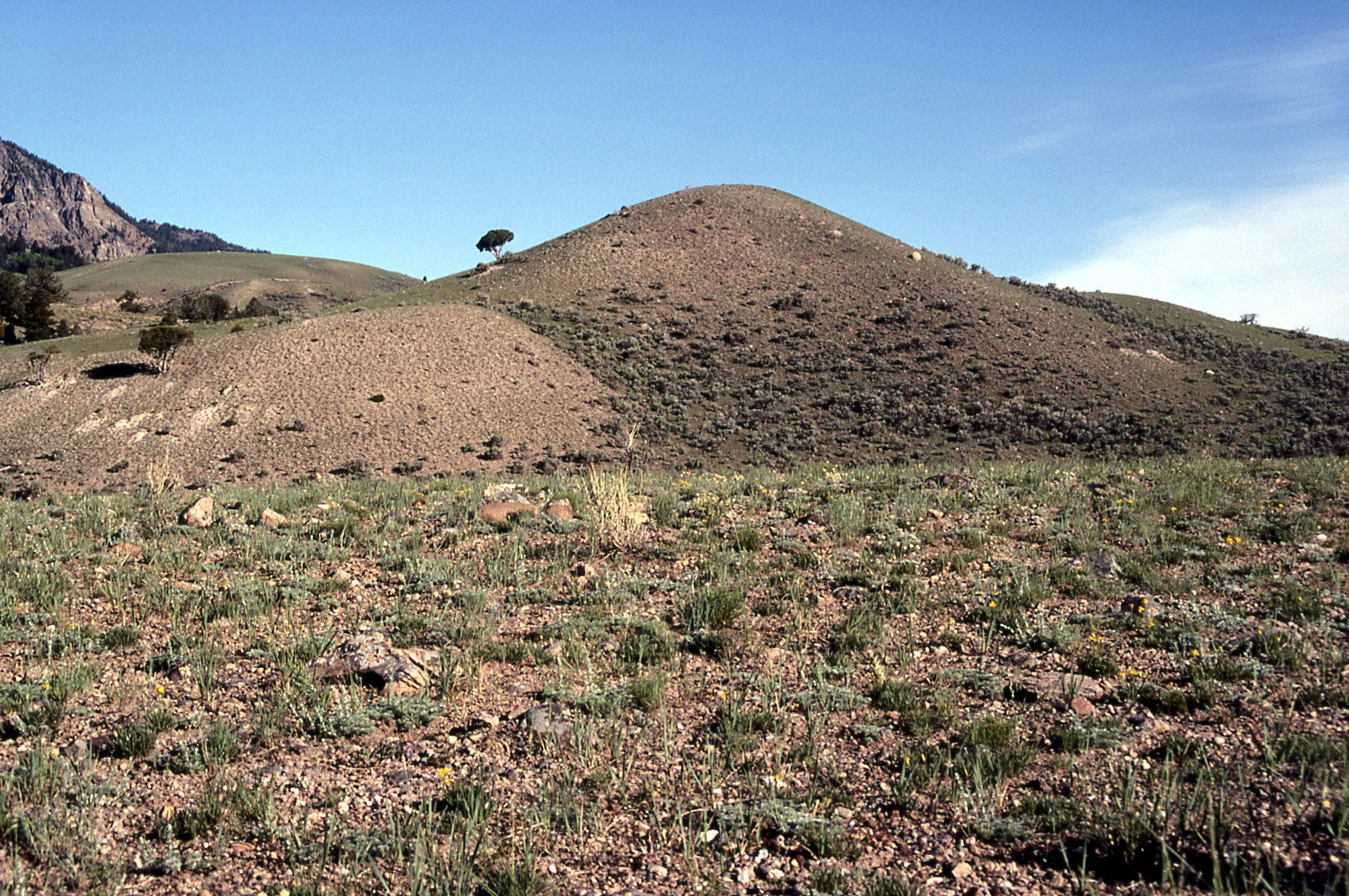
Ками в Національному парку Йеллоустоун, Вайомінг

Ками (рос. камы, англ. kames, нім. Kämme) — пагорби конічної форми, складені відсортованими шаруватими пісками, галькою і гравієм, іноді перекриті зверху плащем морени. Висота 6-30 м. Виникають біля внутрішнього краю материкових льодовиків при їх таненні. Шаруватість і наявність стрічкоподібних глин свідчить про те, що ками були утворені в умовах мертвого нерухомого льоду. Ками утворювались у відкритих льодовикових щілинах, коли льодовик стояв на місці, або розпадався на невеликі острівні льодові брили, які називають брилами мертвого льоду. Між краєм льодовика і схилом льодовикової долини, де маргінальні річки осаджували піщано-галечниковий матеріал, утворювались камові тераси.